# Порт-Морсбі Страйкерз
Футбольний клуб «Порт-Морсбі Страйкерз» (англ. Port Moresby Strikers Football Club), відомий також як Саузерн Страйкерз — професійний футбольний клуб зі столиці Папуа Нової Гвінеї Порт-Морсбі, який був заснований у 2017 році. У першому своєму чемпіонаті в Національній Соккер Лізі Папуа Нової Гвінеї в 2018 році команда зайняла п'яте місце.

## Історія
Клуб був заснований у 2017 році, незадовго до початку сезону Національної Соккер Ліги Папуа Нової Гвінеї 2017 року. Команда мала взяти участь у розіграші ліги 2017 разом із 6 іншими командами, але так і не зуміла провести свій перший матч. У травні 2017 року було повідомлено, що команда відклала свою заявку на наступний сезон, і таким чином стала першою командою, яка підтвердила свою участь на сезон 2018 року.
До січня 2018 року було підтверджено участь команди в чемпіонаті 2018 року разом із 6 іншими командами. Однак перший сезон команди розпочався не найкращим чином, вона програла перші 3 гри, спочатку іншому дебютанту «Момасе», а потім більш досвідченим командам «Маданг» і «Беста Юнайтед ПНГ». Першу перемогу клуб здобув в четвертому турі в матчі з «Моробе Вейвенз» з рахунком 4–3, програючи два голи. Команда не змогла виграти більше жодного матчу протягом сезону, і ледь не була відсторонена від ліги в травні 2018 року через те, що не спромоглася повністю сплатити свої членські внески, але клуб зрештою зробив це до 10 травня, і згодом отримав дві технічні перемоги проти клубів «Буанг» і «Момасе», які не сплатили внесків. Остаточноо команда посіла 5 місце в турнірній таблиці, та не змогла потрапити до плей-оф.
У грудні 2018 року було повідомлено, що команда буде грати в чемпіонаті 2019 року, і її включили до Південної конференції. Команда здобула свою першу перемогу в чемпіонаті у другому турі, обігравши новачка ліги «Стар Маунтін» з рахунком 2–1 завдяки голу Ренагі Тавірі в кінці гри. Це була єдина перемога команди в сезоні, ще тричі зіграла внічию і програла 10 матчів, та зайняла останнє місце в Південній конференції.